# Dudley Pound
L'Almirall de la Flota Sir Alfred Dudley Pickman Rogers Pound GCB OM GCVO RN (29 d'agost de 1877 - 21 d'octubre de 1943) va ser un oficial naval britànic, que serví com a Primer Lord del Mar, el cap professional de la Royal Navy entre juny de 1939 i setembre de 1943.

## Biografia
Pound va néixer a l'illa de Wight. El seu pare era un procurador de tribunals educat a Eton College, i la seva mare era de procedència nord-americana. Pound mantingué una estreta relació amb la seva mare.

### Carrera naval
El 1891, Pound ingressà a la Royal Navy com a cadet. Avançà ràpidament, i el 1916 ja era capità, al comandament del cuirassat HMS Colossus. Participà en la batalla de Jutlàndia amb un notable èxit, perquè enfonsà dos creuers alemanys, danyà dos destructors i esquivà cinc torpedes.

### Període d'entreguerres
Pound va ser destinat a la planificació naval immediatament després de la guerra, arribant a ser director de la divisió de planificació el 1922. En acabar-se la dècada dels 20, mentre que l'almirall Keyes va ser comandant en cap de la Flota de la Mediterrània, Pound en va ser el cap d'estat major. El 1936, Pound va ser nomenat Comandant en Cap de la Flota de la Mediterrània, on va servir fins al 1939.

### Primer Lord del Mar
El 31 de juliol de 1939, Sir Dudley Pound va ser nomenat Primer Lord del Mar. La seva salut ja era fràgil en aquells moments, però tampoc cap altre de la resta d'almiralls experimentats gaudia de bona salut. Un oficial mèdic naval era conscient que estava començant a desenvolupar un tumor cerebral, però no n'informà l'Almirallat. Pound també patí degeneració al costat, la qual cosa li impedia dormir, fent que dormités a les reunions.
En aquells moments hi havia opinions molt dividides cap a Pound. El seu estat major considerava que treballar amb ell era molt senzill; però els almiralls i comandants en alta mar l'acusaven d'una conducció errònia, i hi va haver diverses topades serioses amb l'Almirall John Tovey, el comandant de la Flota d'Aigües Nacionals. Churchill, que havia treballat amb ell des de setembre de 1939, considerava que era molt senzill dominar-lo. Potser el major èxit de Pound va ser la seva triomfant campanya contra l'activitat submarina alemanya i la victòria a la batalla de l'Atlàntic. La seva decisió més criticada va ser ordenar la dispersió del Comboi PQ-17.
El juliol del 1943, la seva esposa va morir. Llavors ja era evident que la seva salut s'estava deteriorant, i després de patir dos infarts va dimitir formalment el 5 d'octubre de 1943. Va morir el 21 d'octubre de 1943, i després d'un funeral a l'abadia de Westminster, les seves cendres, juntament amb les de la seva esposa, van ser llençades al mar.

## Historial Militar i Honors[3]

### Dates de Promoció

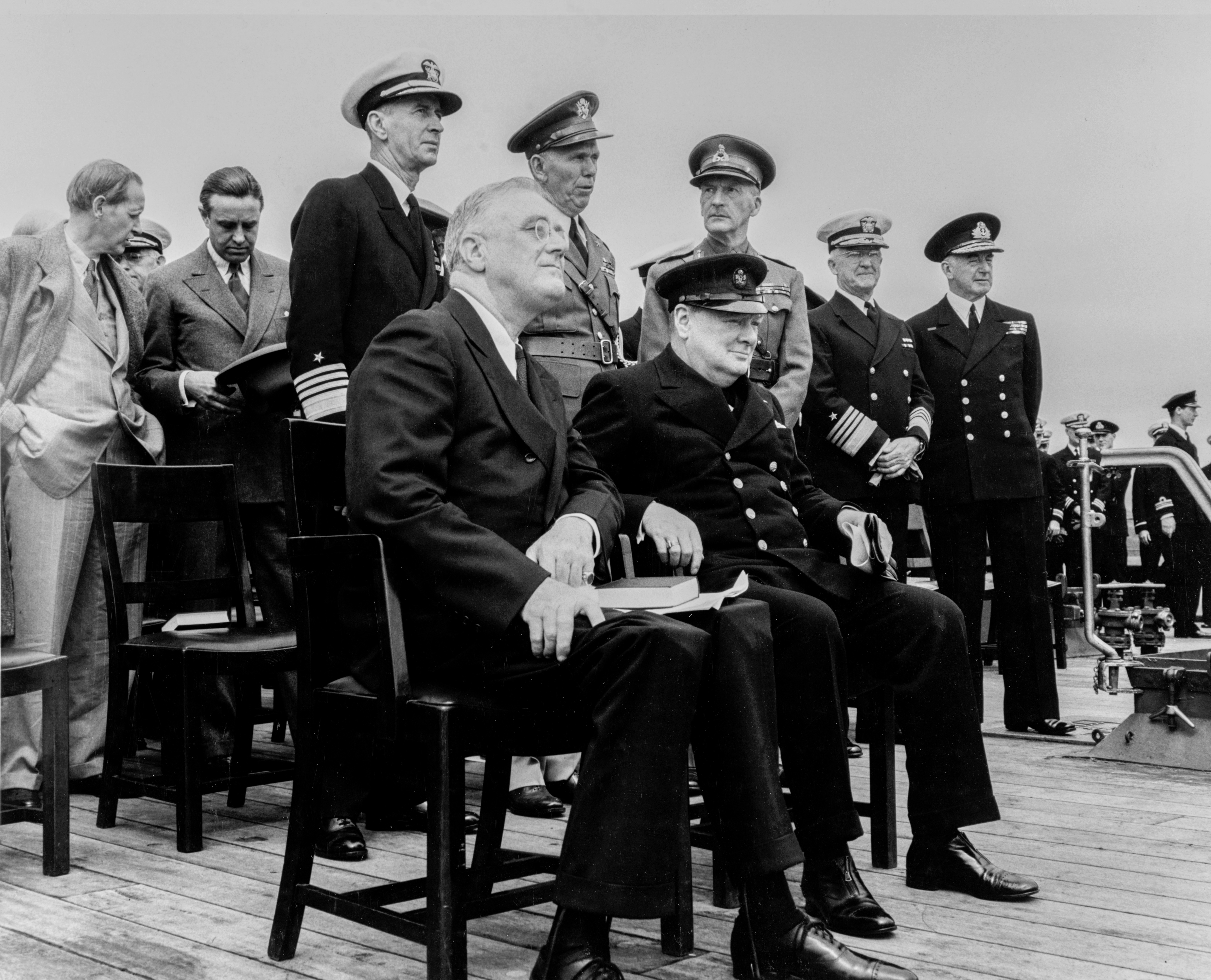
L'Almirall Pound (dret, a la punta dreta), a la Conferència de l'Atlàntic al 1941

Guardiamarina - 1891
 Sotstinent - ?
 Tinent - ?
 Comandant - 30/06/1909
 Capità - 31/12/1914
 Contraalmirall - 01/03/1926
 Vicealmirall - 15/05/1930
 Almirall - 16/01/1935
 Almirall de la Flota - 31/07/1939

### Condecoracions
Gran Creu de l'Orde del Bany - 1939
 Comandant de l'Orde del Bany – 1933
 Company de l'Orde del Bany – 1919
 Orde del Mèrit – 03/09/1943
 Gran Creu del Reial Orde Victorià – 1937
 1 Menció als Despatxos – 15/09/1916 (per la Batalla de Jutlàndia)
 Estrella de 1914
 Medalla Britànica de la Guerra 1914-20
  Medalla de la Victòria 1914-1918
 Estrella de 1939-45
 Estrella de l'Atlàntic
 Medalla de la Guerra 1939-1945
 Gran Creu del Reial Orde Noruec de Sant Olaf – 13/10/1942
 Orde Polònia Restituta – 22/12/1942
 Oficial de la Legió d'Honor (França)
  Orde del Sol Naixent, Raigs d'Or i Insígnia de Coll (3a classe) (Japó)
 Medalla del Servei Distingit a la Marina (Estats Units)